# Himantura fluviatilis
Himantura fluviatilis är en rockeart som först beskrevs av Hamilton 1822.  Himantura fluviatilis ingår i släktet Himantura och familjen spjutrockor. Inga underarter finns listade i Catalogue of Life.